# Vielerley Feierey
Vielerley Feierey ist eine Histotainmentveranstaltung, die alle zwei Jahre zum Tag des offenen Denkmals im September im schleswig-holsteinischen Eutin stattfindet. Die Veranstaltung zog bei den vergangenen Auflagen jeweils rund 20.000 Besucher an und gehört laut der Touristinformation zu den wichtigsten Attraktionen Eutins. Hauptveranstaltungsort ist der Vorplatz des Eutiner Schlosses. 

## Geschichte
Anlässlich des 750-jährigen Jubiläums der Stadt Eutin wurde Vielerley Feierey 2007 zum ersten Mal ausgerichtet. 2008 und 2009 kam es zu Neuauflagen, seit 2009 findet die Veranstaltung alle zwei Jahre statt.

## Programm
Anders als auf anderen Mittelaltermärkten werden neben dem Hoch- und Spätmittelalter auch andere Epochen, vom Frühmittelalter bis zur barocken Blütezeit der Stadt Eutin, dargestellt. Neben dem Lagerleben, dem Markt, Präsentationen mittelalterlichen Handwerks und einer Bühne mit Musik, auf der 2013 die schottische Band The Dolmen auftrat, gibt es auch zahlreiche Walkacts.